# Lehtosaari (ö i Kajanaland, Kajana, lat 63,77, long 28,20)
Lehtosaari är en ö i Finland. Den ligger i sjön Ukonjärvi och i kommunen Sotkamo i den ekonomiska regionen  Kajana ekonomiska region  och landskapet Kajanaland, i den centrala delen av landet, 400 km norr om huvudstaden Helsingfors. Öns area är 0,7 hektar och dess största längd är 160 meter i nord-sydlig riktning.